# Elisabeth Pinajeff

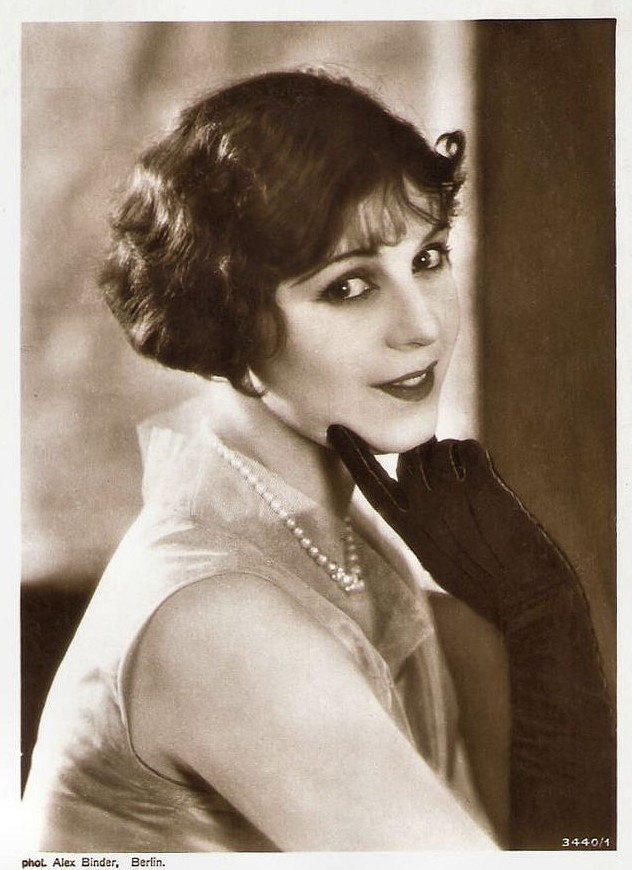
Elisabeth Pinajeff um 1928 auf einer Fotografie von Alexander Binder

Elisabeth Pinajeff, geboren als Jelisaweta Sergejewna Pinajewa (russisch Елизавета Сергеевна Пинаева; * 4. Apriljul. / 17. April 1900greg. in Jekaterinoslaw, Russisches Kaiserreich; † 31. Dezember 1995 in Villemoisson-sur-Orge, Frankreich), war eine russisch-deutsche Schauspielerin.

## Leben
Die Tochter eines Architekten nahm in Charkow Unterricht bei einem Schauspieler des russischen Nationaltheaters und wirkte in zwei russischen Stummfilmen mit. Als ihr früh angetrauter Ehemann, ein Ingenieur, einen Auftrag aus Deutschland erhielt, folgte sie ihm nach Berlin.
Hier kam ihr zugute, dass Regisseur Carl Theodor Dreyer 1921 für seinen Film Die Gezeichneten per Zeitungsinserat nach echten Russen suchte. Elisabeth Pinajeff erhielt eine Hauptrolle und wirkte in den zwanziger Jahren mehrmals in deutschen Stummfilmen mit. Ab 1931 wandte sie sich dem französischen Film zu, geriet aber im Laufe der dreißiger Jahre in Vergessenheit.
Gestorben ist sie am 31. Dezember 1995 in Villemoisson-sur-Orge in Frankreich.
Elisabeth Pinajeff war 1928/29 kurzzeitig mit dem Fotografen Alexander Binder verheiratet.

## Filmografie
- 1922: Die Gezeichneten
- 1923: Graf Cohn
- 1923: „Said“. Ein Volk in Ketten
- 1924: Die Brigantin von New York
- 1924: Königsliebchen
- 1925: Menschen am Meer
- 1925: Herrn Filip Collins Abenteuer
- 1926: Die drei Mannequins
- 1926: Spitzen
- 1926: Die Kleine und ihr Kavalier
- 1926: Der lachende Ehemann
- 1926: Gern hab’ ich die Frauen geküßt
- 1927: Rinaldo Rinaldini
- 1927: Ein rheinisches Mädchen beim rheinischen Wein
- 1927: Was Kinder den Eltern verschweigen
- 1927: Die Dollarprinzessin und ihre sechs Freier
- 1928: Amor auf Ski
- 1928: Die Sünderin
- 1928: Die Dame und ihr Chauffeur
- 1928: Ein besserer Herr
- 1928: Der fesche Husar
- 1928: Mikosch rückt ein
- 1929: Wem gehört meine Frau?
- 1929: Der Mitternachtswalzer
- 1929: Mutterliebe
- 1930: Ruhiges Heim mit Küchenbenutzung
- 1930: Tingeltangel
- 1931: Schatten der Unterwelt
- 1931: Madame hat Ausgang
- 1931: Ombres des bas fonds
- 1931: L'Amoureuse aventure
- 1932: Die Vier vom Bob 13
- 1932: L'Amour en vitesse
- 1932: Le Triangle de feu
- 1933: Vacances conjugales
- 1938: La tragédie impériale